# София Хедвига фон Брауншвайг-Волфенбютел
Вижте пояснителната страница за други личности с името София Хедвига фон Брауншвайг-Волфенбютел.
София Хедвига фон Брауншвайг-Волфенбютел (на немски: Sophie Hedwig von Braunschweig-Wolfenbüttel; * 13 юни 1592, Волфенбютел, † 13 януари 1642, Арнхайм, Нидерландия) от род Велфи (Среден Дом Брауншвайг), е принцеса от Брауншвайг-Волфенбютел и по съпруг – графиня на Насау-Диц.

## Живот
Тя е най-възрастната дъщеря на Хайнрих Юлий (1564 – 1613), княз на Брауншвайг-Волфенбютел, и втората му съпруга принцеса Елизабет Датска (1573–1626), дъщеря на крал Фридрих II от Дания. Сестра е на Фридрих Улрих (1591 – 1634), херцог на Брауншвайг-Волфенбютел.
София Хедвига се омъжва на 8 юни 1607 г. за граф Ернст Казимир от Насау-Диц (1573 – 1632). В графството си тя се застъпва за населението. През 1635 г., когато в Диц има чума, тя помага на пострадалите.

## Деца
Тя има няколко деца, но само двама порастват:
- Хайнрих Казимир I (1612 – 1640), убит в битката при Хулст
- Вилхелм Фридрих (1613– 1664)